# Перепись населения Канады (2011)
Перепись населения Канады 2011 года (англ. Canada 2011 Census) — перепись населения Канады, прошедшая 10 мая 2011 года. По данным переписи 2011 года численность населения Канады составила 33 476 688 человек, что на 5,9% больше, чем в 2006 году когда численность населения достигла 31 612 897 человек.
В 2011 году перепись состояла, как из обязательной анкеты, в виде краткой формы, так и первого National Household Survey (рус. Национальное исследование домашних хозяйств),  которое было добровольным. Заполнение краткой формы было обязательным для всех канадцев, и тем, кто её не заполнил, могло грозить наказание от штрафов до тюремного заключения.

## Перепись

### Краткая форма
Первоначальный вариант кратких вопросов для переписи населения 2011 года был опубликован в Canada Gazette 21 августа 2010 года. Перепись 2011 года состояла из тех же восьми вопросов, что и в краткой анкете переписи 2006 года, с добавлением двух вопросов о языке. Заявление федерального министра промышленности Тони Клемента о том, что вопросы о языке будут включены в обязательную краткую перепись, было сделано в ответ на иск, поданный Федерацией франкоязычных и акадийских сообществ, в котором утверждалось, что добровольный статус переписи в расширенной форме повлияет на государственные службы, связанные с языком.

### Национальное исследование домашних хозяйств
Национальное обследование домашних хозяйств (NHS) началось в течение четырех недель после переписи населения в мае 2011 года и включало около 4,5 миллионов домашних хозяйств. Информация, собранная Национальной службой здравоохранения, должна была заменить данные из предыдущего вопросника переписи населения в расширенной форме. 

## Данные
По данным переписи населения 2011 года, территориями Канады с самым наибольшим и наименьшим населением были Онтарио и Нунавут соответственно.
В процентном соотношении женщин было больше — 50,97%, а мужчин — 49,03%. Средний возраст населения составлял 40,6 лет (39,6 лет — мужчины; 41,5 год — женщины).

## Итоговые результаты
|    | Провинции и территории Канады | Население, чел. 2011 | Население, чел. 2006 | Изменение   | Процент  |
| -- | ----------------------------- | -------------------- | -------------------- | ----------- | -------- |
| 1  | Онтарио                       | 12 851 821           | 12 160 282           | 691 539 ▲   | 5,7 % ▲  |
| 2  | Квебек                        | 7 903 001            | 7 546 131            | 356 870 ▲   | 4,7 % ▲  |
| 3  | Британская Колумбия           | 4 400 057            | 4 113 487            | 286 570 ▲   | 7,0 % ▲  |
| 4  | Альберта                      | 3 645 257            | 3 290 350            | 354 907 ▲   | 10,8 % ▲ |
| 5  | Манитоба                      | 1 208 268            | 1 148 401            | 59 867 ▲    | 5,2 % ▲  |
| 6  | Саскачеван                    | 1 053 960            | 985 386              | 68 574 ▲    | 7,0 % ▲  |
| 7  | Новая Шотландия               | 921 727              | 913 462              | 8 265 ▲     | 0,9 % ▲  |
| 8  | Нью-Брансуик                  | 751 171              | 729 997              | 21 174▲     | 2,9 %▲   |
| 9  | Ньюфаундленд и Лабрадор       | 514 536              | 505 469              | 9 067▲      | 1,8 %▲   |
| 10 | Остров Принца Эдуарда         | 140 204              | 138 581              | 1 623 ▲     | 1,2 % ▲  |
| 11 | Северо-Западные территории    | 41 462               | 41 464               | -2▼         | 0,0 % ▼  |
| 12 | Юкон                          | 33 897               | 30 372               | 3 525 ▲     | 11,6 % ▲ |
| 13 | Нунавут                       | 31 906               | 29 474               | 2 432 ▲     | 8,3 % ▲  |
|    | Канада                        | 33 476 688           | 31 632 856           | 1 864 411 ▲ | 5,9 % ▲  |